# Nova Kowloon
Nova Kowloon é uma área de Kowloon, Hong Kong, delimitada a sul pela Boundary Street, e ao norte pelas montanhas Lion Rock, Beacon Hill, Tate's Cairn e Kowloon Peak. Abrange os atuais distritos de Kwun Tong  e Wong Tai Sin, parte de Sham Shui Po e Kowloon City.
Em 1278, dois imperadores da dinastia do sul fugiram para o que é agora Kowloon para escapar da invasão das forças mongóis.